# Maximum the Hormone
Maximum the Hormone (マキシマムザホルモン Makishimamu Za Horumon), abreviado a veces como MTH, es una banda japonesa que mezcla varios subgéneros del rock, el punk y el heavy metal. Proceden de la ciudad residencial de Hachiōji en Tokio, Japón.
En 2005 se consagraron en su país como una destacable banda de rock en cuanto a originalidad, ventas y asistencia a sus conciertos, convirtiéndose en un auténtico fenómeno musical, pero no fue hasta 2007 cuando comenzaron a hacerse conocidos en todo el mundo, en parte gracias a las canciones "What's up, people?!" y "Zetsubou Billy" al aparecer como opening y ending respectivamente en la popular serie de anime Death Note. Desde entonces su fama y reconocimiento musical no ha hecho más que crecer. Incluso el guitarrista Marty Friedman hizo tributo a su canción «TSUME TSUME TSUME», apoyando así a la banda.

## Historia

### Los inicios (1997-2000)
La banda fue fundada entre 1997 y 1998 por Daisuke Tsuda (vocalista MC y gutural) y Nawo Kawakita (baterista y vocalista femenina) junto a Sugi y Keito, guitarra y bajo respectivamente. Después de un par de conciertos regionales, la banda firmó un contrato con el sello indie Sky Records. Sugi y Kei se separan del grupo en 1999, pero antes (el 29 de agosto de ese año) la banda saca a la venta su primer LP: A.S.A. Crew (con apenas cierta repercusión en la escena metalcore de Tokio). La canción más conocida de este disco (y la más vitoreada en sus actuaciones de por aquel entonces) fue "The Claim of Youth", que aparecería en su primer sencillo del año 2000 Bullpen Catcher's Dream junto a otras 2 canciones inéditas (el sencillo también fue lanzado por Sky Records). Durante ese periodo Daisuke escribía sus canciones solo en inglés, además de eso Maximum the Hormone escribió también letras en latín, aunque eso cambió tras la salida de Sugi y Kei.

### Ootoriy la formación clave (2000-2002)
Para finales del 2000 Maximum the Hormone se consolidaba con su formación clave y la actual hasta la fecha. Mientras buscaban a nuevos integrantes para la banda, Nawo eligió a su hermano menor Ryo Kawakita, quien había tocado la guitarra desde que estaba en la escuela y también podía cantar muy bien. Desde ese entonces ambos se dividen las voces: Daisuke se encarga de la mayoría de las partes gritadas y rapeadas, mientras Ryo de las partes más melódicas. Futoshi Uehara también se les unió, completando el cuarteto como bajista. Después de ese gran cambio la banda decidió transcribir sus letras y nombre de la banda a katakana, para mostrar el cambio que había ocurrido con el reemplazo de los miembros de la banda. La formación quedaría con Daisuke y Nawo en sus anteriores puestos; Ryo Kawakita como guitarrista eléctrico, vocalista melódico, frontman secundario del grupo y con el sobrenombre de "Maximum the Ryo-kun"; y Futoshi Uehara que, más conocido por el apodo diminutivo "Ue-Chan", sería el corista ocasional y bajista (cabe destacar que se le considera uno de los mejores bajistas del país del Sol Naciente, principalmente por su dominio de la técnica slap). En ese momento abandonan el inglés y el latín y cantan ya en japonés con un sonido característico, que les permite contrastar el hardcore punk y las voces 'screamer' del grindcore con tesituras más melódicas cercanas al punk rock, aunque su sonido sigue siendo casi tan crudo y estridente como en sus inicios. Con su formación clave el grupo saca el 14 de febrero de 2001 un espectacular EP que pasa desapercibido en los medios de comunicación, pero consigue un notable éxito y un mayor número de adeptos al grupo en los medios underground del país: Ootori (titulado en Japón con el nombre 'Hō', que literalmente se traduce como 'Fénix'). En este álbum aparecieron algunos de sus primeros éxitos (en lo que a sus conciertos se refiere): "Force", "Maximum the Hormone the 21st Century" o "B.B. (BAMBY BURN!!)" son buenos ejemplos de la evolución de los Maximum como banda, aunque con el paso del tiempo dejaron de tocarlas.

### Mimi Kajiru(2002-2004)
En 2002 Maximum the Hormone rompen el contrato con Sky al ser fichados por Mimikajiru Records. En mayo de ese año sacan un segundo sencillo llamado Niku Cup (con las primeras grabaciones demo de las canciones "Anaru Whiskey Ponce" y "Johnny Tetsu Pipe" más un cover), pequeño avance de lo que sería su segundo trabajo largo, Mimi Kajiru (traducido como 'Mordido en la oreja' en español), lanzado el 23 de octubre de 2002. El disco causó impacto en el mercado general por su extraña y divertida portada de un humor bastante peculiar, grotesco y agresivo (algo que repetirían de forma parecida en su siguiente disco y en sencillos posteriores) diseñado por el mangaka Man GaTaro, miembro de la Asociación Japonesa de dibujantes. "Nigire Tsutsu" desde ese momento se convertiría en una canción indispensable en los bises de todos sus conciertos. Junto a este disco además apareció el primer videoclip oficial del grupo, "Abara Bob", con muy pocas apariciones en la televisión nipona. Al año siguiente apareció un maxisencillo llamado Enzui Tsuki Waru ('Grieta medular') con un remix de "Abara Bob", un tributo de The Ramones y 2 canciones muy conocidas del grupo: "Koi No Sweet Kuso Meriken" (su segundo videoclip) y la famosa "Rolling 1000toon". Esta última hizo muy popular al grupo entre los admiradores de la animación japonesa, ya que fue usado como tema de cierre para la serie de anime Airmaster del 2003: y no sería la última vez que su música apareciera en la banda sonora de animes...

### Kusoban(2004-2005)
En 2004, con el lanzamiento de Kusoban ('Disco de mierda' en español), MTH confirma su peculiar estilo a base de mezclar melodías pop y heavy metal, entre muchos otros géneros, acercándose más a su sonido musical actual y dejando atrás el estilo de sus anteriores trabajos sin rechazar por ello las vertientes más bestiales y hardcore, entremezclándolas con los sonidos más desenfadados del rock alternativo. Kusoban debutó y se situó en el puesto número 72 de la lista musical Oricon. 5 meses después aparece el sencillo Rock Bankurawase/Minoreba Rock y más tarde Hōchō Hasami Cutter Knife Dosu Kiri/Rei Rei Rei Rei Rei Rei Rei Rei Ma Ma Ma Ma Ma Ma Ma Ma. Ambos eran un avance de lo que iba a ser su quinto álbum de estudio, puesto a la venta en marzo de 2005. Antes de ello, Maximum the Hormone se separan de su sello discográfico y son llamados a pertenecer a VAP Records, discográfica con la que se quedarían hasta 2018.

### Rokkinpo Goroshiy el salto a la fama (2005-2007)
No fue hasta 2005 cuando los Maximum sacaron al mercado el que sería su primer gran éxito de ventas nacional, el que les catapultaría a la altura y fama de las grandes bandas de J-Rock del momento: Rokkinpo Goroshi. Este disco destaca por su sonido más heavy y a la vez más desenfadado que el de sus anteriores álbumes, establecer su sonido característico de mezcla entre metal y pop, y por si fuera poco ser el número 27 en la lista de Oricon, superando las expectativas de un grupo de su estilo de música, algo poco común en Japón. Daisuke define el género musical experimental de este disco como 'Impotence-Killer Rock' (refiriéndose a las partes estridentes y potentes con sonidos humorísticos en las que él canta al estilo metalcore, contrastadas con las melodías punk de los hermanos Kawakita). En este álbum se encuentran algunos de sus temas más míticos y conocidos, tales como "Hōchō Hasami Cutter Knife Dosu Kiri", "Falling Jimmy", "Rocku Bankurawase", "Uehara-Futoshi" (tributo al bajista), "Haiyani Spain" (la canción preferida de Ryo-kun) o 2 clásicos regrabados con mayor calidad: "Rolling 1000toon" y "Anaru Whiskey Ponce". MTH grabó 4 videoclips de 4 canciones del disco: "Hōchō Hasami Cutter Knife Dosu Kiri", la homónima "Rockkinpo Goroshi" (video con el que promocionaron el disco), "Rocku Bankurawase" y "Rolling 1000toon" (a su vez esta ya conocida canción apareció en los videojuegos DrumMania y GuitarFreaks, muy al estilo de Guitar Hero). En septiembre de ese mismo año sale a la venta su primer DVD, Debu Vs. Debu, distribuido sólo en Japón.
Durante esta época el grupo consigue fama y reconocimiento musical en todo Japón, llegando a actuar en el SummerSonic Festival 2005 teloneando a Linkin Park y a los mismísimos Metallica, y al año siguiente en el mismo festival acompañando a The Offspring, Sum 41, Avenged Sevenfold y Fall Out Boy. Las entradas de sus actuaciones en vivo se agotan en pocas horas, llenan estadios y locales, primero para 300 espectadores y después hasta alcanzar la increíble cifra de casi 24000 almas en varios conciertos estatales. El fenómeno Maximum the Hormone arrasa en todo el país del Sol Naciente, y al final se le queda pequeño al grupo, que decide ir más lejos todavía con su propuesta musical. Apuntan maneras con un maxisencillo en noviembre de 2005 llamado Zawa...Zawa...Za...Zawa...Zawa..., en el que incluyen canciones que pertenecerán a su próximo disco, tales como "What's Up, People?!" o "Zetsubou Billy" (que de momento no tenían tanta repercusión como la que tendrían en 2007 por salir en Death Note, pero la banda se sentía orgullosa con estas 2 piezas musicales donde predomina el Nu Metal y el Metal Alternativo más oscuro de toda su carrera). El sencillo cobró fama por incluir el tema "Akagi" (ending de la serie de anime del mismo nombre, también de la compañía Madhouse como Death Note) y un cover de The Blue Hearts. El 5 de julio de 2006 sale un sencillo paradójicamente más exitoso en ventas que el propio Rockkinpo Goroshi: Koi No Mega Lover, que llega al número 9 del ranking Oricon, lo cual supone un gran logro para la banda.

### Buiikikaesuy el fenómeno Death Note (2007-2008)
Buiikikaesu sale a la venta el 14 de marzo de 2007 en Japón y el resto del mundo distribuido por VAP Records. La fama de este disco es muy superior a sus anteriores trabajos dado el estilo más pesado, la aparición de 3 de sus canciones en series de anime famosas y la mezcla más inusual de estilos combinando el propio metalcore con pop japonés y heavy metal. Tienen su primera aparición estelar en televisión y marcan récords inusuales en una banda de su estilo. Buiikikaesu consigue llegar al puesto número 5 de Oricon en parte gracias al anterior sencillo Koi No Mega Lover, y consiguió vender 70 000 copias en Japón y marcar récords con la friolera de más de 250 000 copias vendidas en el extranjero. El disco casi en su totalidad contiene algunos de los temas más exitosos de Maximum the Hormone: "Kuso Breakin No Breakin Lily", "Louisiana Bob", "Policeman Benz", "Shimi" o la divertida "Chu Chu Lovely Muni Muni Mura Mura Purin Purin Boron Nurururerorero" son claros ejemplos de la importancia de este álbum en su trayectoria musical. Pero son sin duda las canciones "What's Up, People?!" y "Zetsubou Billy" las que los hacen famosos en todo el mundo principalmente por ser los temas del opening y el ending respectivamente en la popular serie de anime Death Note (desde el capítulo 20 hasta el penúltimo, el 36), serie la cual Ryo-kun y Daisuke declararon que era su favorita, que si esas canciones debían aparecer en alguna serie tendría que ser claramente Death Note. La canción "Zetsubou Billy" tiene claras referencias de la serie en sus letras ('un cuaderno letal venenoso abriendo camino hacia deseos terrenales', 'entrometido Shinigami ¿cuál es la consecuencia' o 'Kira, nosotros somos Kira, yo soy Kira, incluso tú eres Kira'), a diferencia de los temas "The World" y "Alumina" de la banda de Visual kei Nightmare (opening y ending de los capítulos 1 al 19 de la serie), que no citan la más mínima referencia al cuaderno de muerte ni a ningún contenido de dicha serie. "What's Up, People?!", "Zetsubou Billy", "Koi No Mega Lover", "Buiiki Kaesu!!" y "Bikini Sports Ponchin" (esta última con algo de contenido explícito) fueron los 5 videoclips elegidos para el álbum que harían de Maximum the Hormone en el mundo un ejemplo claro del Metal que se cuece por Oriente. Tras su incremento considerable de fanes en todo el mundo y ganar su primer disco de oro por los cientos de miles de copias vendidas de Buiikikaesu, realizan una espectacular gira (esta vez internacional) que les llevó a países como España, Francia, Alemania, EE. UU. o Inglaterra. En Inglaterra son teloneados por la banda de nintendocore Enter Shikari, muy amiga de los MTH. El 19 de marzo sale a la venta el segundo DVD del grupo, Deco Vs. Deco, filmación de un gran concierto en el centro de Tokio donde tocan todos los temas de Buiikikaesu excepto "Akagi". Gracias a este aporte audiovisual sus actuaciones se hacen conocidas en Internet y ganan un DVD de oro por vender más de 100 000 copias del Deco Vs. Deco. Aunque Buiikikaesu es el último disco que han sacado hasta ahora, no es el último trabajo del grupo.

### Tsume Tsume Tsume"Greatest the Hits 2011-2011" y la MTHmania (2008-2011)
Maximum the Hormone presenta su primer sencillo en prácticamente 3 años desde que lanzaran «Tsume Tsume Tsume» en julio del 2008, el cual los llevaría al primer lugar de sencillos en el Oricon semanal. algo curioso es que ningún otro sencillo de ninguna otra banda los ha sacado de ese lugar
Gran parte de esta inactividad por parte de la banda se debió al retiro temporal que anunciaron a finales del 2009 debido a los riesgos que corría, la entonces embarazada, baterista NAWO.
Greatest Hits 2011-2011 es una especie de parodia por parte de Maximum the Hormone, es el noveno sencillo de la banda y es un triple A-side. Fue lanzado el 23 de marzo en una sola edición, la cual contiene una revista especial además de otros extras entre los que se incluye una aplicación para algo «misterioso» de acuerdo a su sitio oficial.
En febrero del 2011 lanzan un nuevo video musical compuesto por dos canciones, la primera (0:00 - 1:46) es una Fake Song titulada «Chiisana Kimi No Te», pero luego (1:46 - 6:47) sigue la Verdadera canción llamada «Maximum the Hormone».

## Estilo musical e influencias
Se ha clasificado a la banda como nu metal, metal alternativo, metalcore, funk metal, hardcore punk, rock alternativo, pop punk y grindcore. La banda se ha caracterizado por mezclar elementos del heavy metal y el hardcore punk con distintos elementos musicales del pop, funk, ska, hip hop, y el metal extremo. Se caracterizan por la bestialidad y energía que suelen implementar en compañía las voces desgarradoras de Daisuke Tsuda. Por otro lado se les reconoce por la voz dulce de Nawo, la baterista, cuyo talento también es reconocido. Aunque en sus inicios no recibieron críticas favorables, en sus dos últimos trabajos de estudio (Rokkinpo Goroshi y Buiikikaesu), han alcanzado un gran reconocimiento mundial.
Daisuke Tsuda ha citado como influencias musicales a Slayer, Machine Head, Pantera, The Stalin, The Star Club, The Blue Hearts, Cobra, Neurotica, Ryders, Deathside, Lip Cream, Sureiyā, E.N.T, Youth of Today, Insane Youth, Assück , Infest, Drop Dead, Southern All Stars, Green Day, The Exploited y G.B.H
Nawo ha citado como influencia a Ringo Shiina, Chara, Ulfus, The High-Lows, Unicorn, Cordiality Brothers y Combine Space. 
El estilo de guitarra de Ryo está influenciado por Tool, System of a Down, NOFX, The Ramones, Korn, Mr. Bungle, Pantera, Skindred, Snot, Rage Against the Machine, Rancid, Waltari, Asian Dub Foundation, PUYA, SELART, WILDHEARTS, Terrorvision, Converge, The Presidents of the USA, Mindless Self Indulgence, Look What I Did, Nirvana, lye by mistake, RATS&STAR, The Vandals, Queen, One Minute Silence, TheeMGE, Pink Panthers, Jellyfish, Oasis, The Fall of Troy, Molotov y Cheap Trick. 
Mientras que el estilo de Futoshi está altamente influenciado por Flea de Red Hot Chili Peppers

## Miembros
- Daisuke Tsuda (daisukeダイスケはん) - vocalista Screamer
- Ryo Kawakita (Maximum the Ryo (マキシマムザ亮君) - guitarra y vocalista melódico
- Futoshi Uehara (Ue-Chan 上ちゃん) - bajo y coros
- Nawo Kawakita (nawoナヲ) - batería y vocalista

Anteriores:
- SUGI - guitarra
- KEY - bajo

## Discografía

### DEMOS
Las primeras dos fueron publicadas bajo el nombre "Maximum The Holmon"
| Año  | Título                                              |
| ---- | --------------------------------------------------- |
| 1997 | "DEMO TAPE 1 "SANBYAKU EN'YA"" (参百円也)           |
| 1998 | "DEMO TAPE 2 "ASA CREW"" (エー・エス・エー・クルー) |
| 1999 | "DEMO TAPE 3 "HOU"" (鳳)                            |

### Álbumes de estudio
| Año  | Título                                                |
| ---- | ----------------------------------------------------- |
| 1999 | "A.S.A. Crew"                                         |
| 2001 | "Hou (OOTORI)" (鳳)                                   |
| 2002 | "Mimi Kajiru" (耳噛じる)                              |
| 2004 | "Kusoban" (糞盤)                                      |
| 2005 | "Rokkinpo Goroshi" (ロッキンポ殺し)                   |
| 2007 | "Buiikikaesu" (ぶっ生き返す)                          |
| 2013 | "Yoshu Fukushu" (予襲復讐)                            |
| 2015 | "Mimi Kajiru Shinuchi" (耳噛じる真打)                 |
| 2018 | "Korekara no Menkata Cottelee no Hanashi wo Shiyou!"" |

### Sencillos
| Año  | Título |
| ---- | --- |
| 2000 | "Bullpen Catcher's Dream" (ブルペン キャッチャーズ ドリーム) |
| 2002 | "Niku Cup" (肉コップ) |
| 2003 | "Enzui Tsuki Waru" (延髄突き割る) |
| 2004 | "Rock Bankurawase/Minoreba Rock" (ロック番狂わせ／ミノレバ☆ロック) |
| 2004 | "Hōchō Hasami Cutter Knife Dosu Kiri/Rei Rei Rei Rei Rei Rei Rei Rei Ma Ma Ma Ma Ma Ma Ma Ma" (包丁・ハサミ・カッター・ナイフ・ドス・キリ／霊霊霊霊霊霊霊霊魔魔魔魔魔魔魔魔) |
| 2005 | "Zawa... Zawa... Za... Zawa... Zawa..." (ざわ... ざわ... ざ... ざわ... ざわ...)                                                                                              |
| 2006 | "Koi No Mega Lover" (恋のメガラバ) |
| 2008 | "Tsume Tsume Tsume/「F」" (爪爪爪/「F」) |
| 2011 | "Greatest the Hits 2011-2011" |

### DVD
| Año  | Título          |
| ---- | --------------- |
| 2005 | "Debu Vs. Debu" |
| 2008 | "Deco Vs. Deco" |
| 2015 | "Deka Vs. Deka" |

## Videoclips
| Año                               | Título                                                       | Álbum                                              |
| --------------------------------- | ------------------------------------------------------------ | -------------------------------------------------- |
| 2002                              | "Abara Bob"                                                  | Mimi Kajiru                                        |
| 2003                              | "Rolling 1000toon"                                           | Rokkinpo Goroshi                                   |
| 2003                              | "Koi no Sweet Kuso Meriken"                                  | Kusoban                                            |
| 2004                              | "Minoreba Rock"                                              | —                                                  |
| 2004                              | "Rock Bankurawase"                                           | Rokkinpo Goroshi                                   |
| 2005                              | "Hōchō Hasami Cutter Knife Dosu Kiri"                        | Rokkinpo Goroshi                                   |
| 2005                              | "Rokkinpo Goroshi"                                           | Rokkinpo Goroshi                                   |
| 2006                              | "What's Up, People?!                                         | Buiikikaesu                                        |
| 2006                              | "Zetsubou Billy"                                             | Buiikikaesu                                        |
| 2006                              | "Koi no Mega Lover"                                          | Buiikikaesu                                        |
| 2007                              | "Buiiki Kaesu!!"                                             | Buiikikaesu                                        |
| 2007                              | "Bikini Sports Ponchin"                                      | Buiikikaesu                                        |
| 2008                              | "Tsume Tsume Tsume"                                          | Yoshu Fukushu                                      |
| 2011                              | "Chiisana Kimi No Te (Fake Song)" / "Maximum the Hormone"    | Yoshu Fukushu                                      |
| 2013                              | "A-L-I-E-N"                                                  | Yoshu Fukushu                                      |
| 2013                              | "Yoshu Fukushu"                                              | Yoshu Fukushu                                      |
| 2015                              | "Utsu kushiki hitobito no uta"                               | Yoshu Fukushu                                      |
| 2018                              | "Maximum the hormone II ~Let’s Talk about MENKATA COTTELEE~" | Korekara no Menkata Cottelee no Hanashi wo Shiyou! |
| 2018                              | "Haikei VAP-dono"                                            | Korekara no Menkata Cottelee no Hanashi wo Shiyou! |
| 2020                              | "Hungry Pride (Almost full) version"                         | Cottelee                                           |
| 2020                              | America in love                                              | Cottelee                                           |
| 2023                              |                                                              |                                                    |
| Killing Intent vs. Killing Intent |                                                              |                                                    |
| 2024                              |                                                              |                                                    |

## Apariciones
- "Rolling 1000toon" en los créditos del anime Airmaster (2003).
- "Rolling 1000toon" en los videojuegos recreativos de música DrumMania y GuitarFreaks, al estilo de Guitar Hero.
- "What's Up, People?!" en el opening del anime Death Note.
- "Zetsubou Billy" en los créditos del anime Death Note y en una escena del primer OVA de dicha serie como música de fondo.
- "Akagi" en el ending del anime del mismo nombre.
- Unos cuantos guiños al grupo en el manga Detroit Metal City.
- "Tsume Tsume Tsume" fue ganador en el MTV Video Music Awards Japan de 2009 en la categoría mejor video de rock.
- La canción "Tsume Tsume Tsume" en la película de acción Crank: High Voltage
- Los miembros del grupo aparecieron en un fragmento de la película Beck (2010).
- Marty Friedman (exguitarrista de Megadeth) grabó un cover de la canción "Tsume Tsume Tsume" para su álbum en solitario Tokyo Jukebox en 2009.
- Grabaron, en febrero de 2011, un spot publicitario para Japón de la popular marca de chicle Stride.
- La canción 「F」 salió brevemente en la película Dragon Ball Z: Fukkatsu no F.
- A lo largo de su trayectoria han sido teloneros (o teloneados). y a la vez el sonido de sus canciones ha sido comparado con el de otras bandas célebres del rock, el punk y el metal, como Metallica, System of a Down, Kreator, Dropkick Murphys, Sodom, Avenged Sevenfold, Enter Shikari, Bring Me the Horizon, Blessed by a Broken Heart, Meshuggah, Morbid Angel, Linkin Park, The Offspring, Pantera, Sepultura (banda), Sum 41, Fall Out Boy, Pentagram Chile,  Mayhem o Burzum
- La canción "HAWARI 2-OKU CENTI" en el tercer tema de ending del anime de Chainsaw Man
- La cancion "kamigami" en el opening del anime shumatsu no valkyrie o traducida al español como record of ragnarok.